# La Liga de 1931–32
A La Liga de 1931–32 foi a quarta edição da Primeira Divisão da Espanha de futebol. Com 10 participantes, o campeão foi o Real Madrid de forma invicta.

## Classificação final
| Pos | Equipe             | J  | V  | E | D  | GM | GS | SD  | Pts |
| --- | ------------------ | -- | -- | - | -- | -- | -- | --- | --- |
| 1   | Madrid FC          | 18 | 10 | 8 | 0  | 37 | 15 | 22  | 28  |
| 2   | Athletic Club      | 18 | 11 | 3 | 4  | 47 | 23 | 24  | 25  |
| 3   | FC Barcelona       | 18 | 10 | 4 | 4  | 40 | 26 | 14  | 24  |
| 4   | Real Racing Club   | 18 | 7  | 6 | 5  | 36 | 35 | 1   | 20  |
| 5   | Arenas Club        | 18 | 7  | 3 | 8  | 35 | 42 | -7  | 17  |
| 6   | CD Español         | 18 | 7  | 1 | 10 | 34 | 39 | -5  | 15  |
| 7   | Valencia FC        | 18 | 6  | 3 | 9  | 38 | 47 | -9  | 15  |
| 8   | Donostia FC        | 18 | 7  | 0 | 11 | 38 | 35 | 3   | 14  |
| 9   | CD Alavés          | 18 | 5  | 1 | 12 | 22 | 44 | -22 | 11  |
| 10  | Unión Club de Irún | 18 | 4  | 3 | 11 | 24 | 45 | -21 | 11  |

|  | Descenso a Segunda División |